# II Liceum Ogólnokształcące im. Piastów Śląskich we Wrocławiu

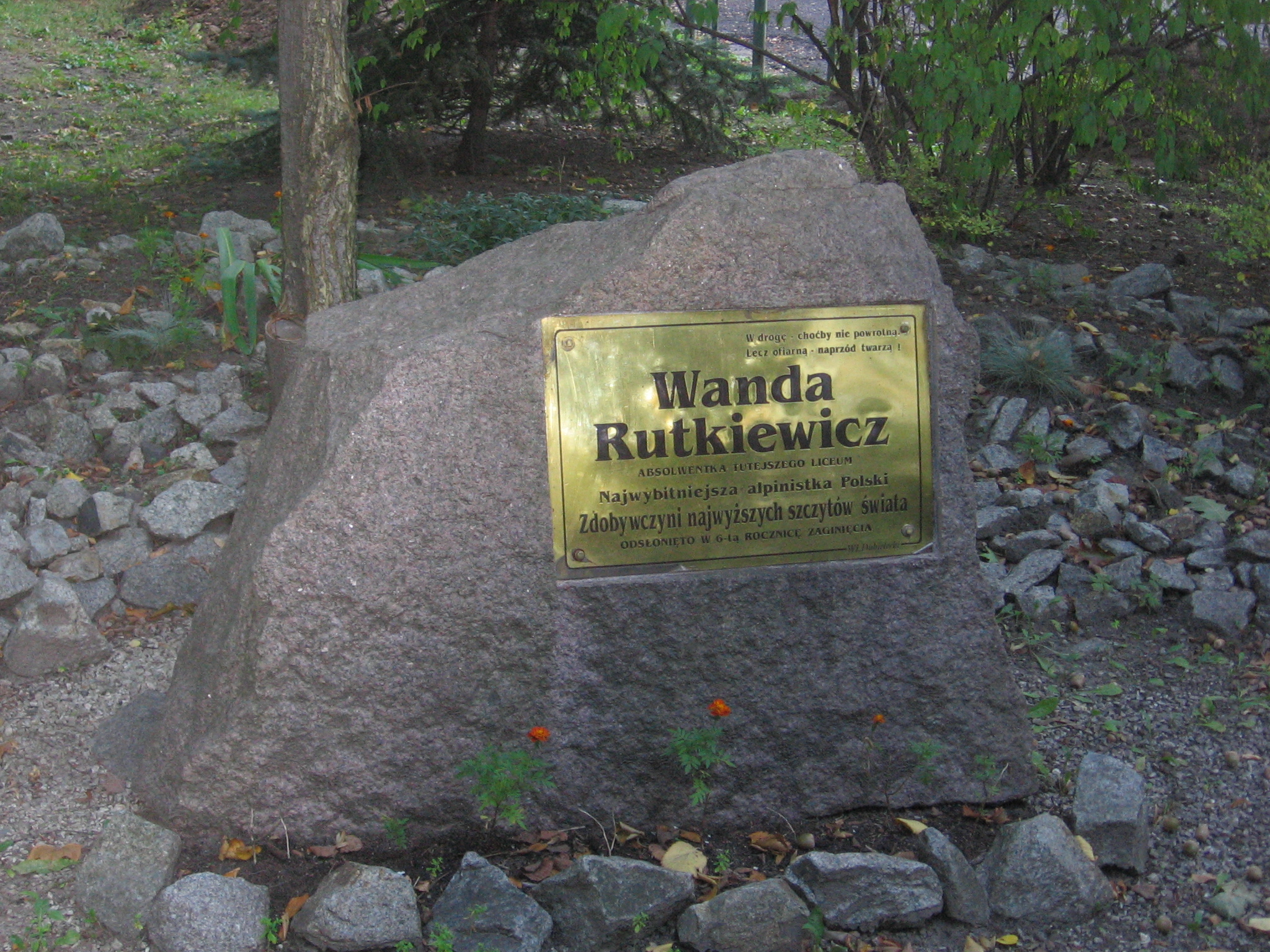
Kamień pamiątkowy przy wejściu

II Liceum Ogólnokształcące im. Piastów Śląskich we Wrocławiu – szkoła średnia wchodząca w skład Zespołu Szkół Ogólnokształcących nr 22.
Zaraz po II wojnie światowej w budynku szkoły urządzono gimnazjum i liceum, a wkrótce – po reformie szkolnictwa – połączoną z liceum ogólnokształcącym szkołę podstawową. W ciągu wielu lat działania dopracowała się, m.in. dzięki pracy wieloletniego opiekuna Szkolnego Koła Sportowego i nauczyciela WF, Adama Dotzauera, opinii szkoły o profilu sportowym, potem tytułu Szkoły Mistrzostwa Sportowego.

## Znani absolwenci
Absolwentami Liceum byli m.in.:
- 1959 Wanda Błaszkiewicz, znana jako Wanda Rutkiewicz, himalaistka
- Jacek Kalinowski – koszykarz, późniejszy trener.
- 1967 Jacek Krawczyk, pływak, mistrz Polski, olimpijczyk (1968) z Meksyku.
- lekkoatleci Weronika Wedler, Jacek i Tomasz Tłustochowscy, Tadeusz i Wiliam Rostkowie

i wielu innych sportowców.
Spoza dziedzin sportowych znanymi absolwentami szkoły są:
- Katarzyna Hawrylak-Brzezowska – miejska konserwator zabytków we Wrocławiu w latach 1995–2017,
- Piotr Krzysztof Marszałek – dr hab., prawnik Instytutu Studiów Międzynarodowych – Uniwersytet Wrocławski,
- Joanna Mąkol – prof. dr. hab. nauk biologicznych[1]
- Prof. dr hab. Marcin Nowakowski, ekonomista, były prorektor Szkoły Głównej Handlowej (SGH) w Warszawie
- Kinga Preis – aktorka Teatru Polskiego we Wrocławiu, absolwentka PWST,
- Andrzej Pękalski – prof. fizyki, Instytut Fizyki Teoretycznej, członek Rady Katedry UNESCO przy UWr.
- prof. dr hab. Tadeusz Piotrowski – polski językoznawca
- Maciej Popowicz – założyciel portalu nasza-klasa.pl.
- Andrzej Siemieniewski – biskup pomocniczy wrocławski w latach 2006–2021, biskup diecezjalny legnicki od 2021.
- Jan Sobczyk – prof. fizyki, Instytut Fizyki Teoretycznej – Uniwersytet Wrocławski.
- Andrzej Śliwak – polski scenarzysta telewizyjny i filmowy
- prof dr hab. n.med. Krzysztof Zieliński – lekarz, patomorfolog
- Maciej Zięba – polski dominikanin, teolog, filozof, fizyk, publicysta